# Ceryx imaon
Ceryx imaon är en fjärilsart som beskrevs av Pieter Cramer 1780. Ceryx imaon ingår i släktet Ceryx och familjen björnspinnare. Inga underarter finns listade i Catalogue of Life.